# Saison 1987-1988 du Stade Malherbe Caen
Chronologie
Saison précédente Saison suivante
En 1987-1988, le Stade Malherbe de Caen évolue en deuxième division.
Renforcé notamment par le retour de Franck Dumas (qui a cassé son contrat avec le Matra Racing) et le recrutement de l'international yougoslave Nikolic, le Stade Malherbe lutte avec Strasbourg pour la première place du groupe B de deuxième division, mais échoue finalement à la différence de buts : les Caennais doivent de nouveau jouer les barrages.
Ils disposent d'abord de l'Olympique d'Alès aux tirs au but (1-1, 3-2 tab), puis éliment l'Olympique lyonnais (1-2, 2-0). Enfin, ils affrontent les Chamois niortais, relégués de D1. Après un match nul à Niort (1-1), les Caennais l'emportent 3-0 à Venoix et obtiennent leur montée dans l'élite.
Caen est en première division pour la première fois de son histoire. Mankowski est de nouveau désigné meilleur entraîneur de division 2.

## Transferts

### Arrivées
| Nom               | Poste     | Nationalité sportive | Transfert | Provenance      |
| ----------------- | --------- | -------------------- | --------- | --------------- |
| Franck Dumas      | milieu    | France               | transfert | INF Vichy       |
| Hervé Florès      | attaquant | France               | transfert | Stade de Reims  |
| Slavoljub Nikolić | défenseur | Yougoslavie          | transfert | FK Radnički Niš |
| Ratko Dostanić    | défenseur | Yougoslavie          | transfert | FC Bourges      |
| Daniel Léopoldès  | défenseur | France               | transfert | US Orléans      |

### Départs
| Nom              | Poste     | Nationalité sportive | Transfert   | Provenance      |
| ---------------- | --------- | -------------------- | ----------- | --------------- |
| Thierry Moreau   | milieu    | France               | retour prêt | Havre AC        |
| Slavoljub Muslin | défenseur | Yougoslavie          | transfert   | Brest Armorique |
| François Rolland | milieu    | France               | transfert   | Valenciennes FC |

## Effectif

### Joueurs utilisés
| Joueur             | D2     | D2   |
| Joueur             | Matchs | Buts |
| ------------------ | ------ | ---- |
| Michel Bensoussan  | 30     | 0    |
| Philippe Montanier | 4      | 0    |

| Joueur               | D2 | D2 |
| Joueur               | M  | B  |
| -------------------- | -- | -- |
| Franck Dumas         | 31 | 2  |
| Philippe Delval      | 3  | 0  |
| Bruno Scipion        | 31 | 0  |
| Jean-Pierre Avrillon | 29 | 0  |
| Daniel Léopoldès     | 18 | 0  |
| Éric Bala            | 31 | 2  |

| Joueur            | D2 | D2 |
| Joueur            | M  | B  |
| ----------------- | -- | -- |
| Ratko Dostanić    | 24 | 1  |
| Slavoljub Nikolić | 27 | 7  |
| Christian Pesin   | 3  | 0  |
| Christophe Point  | 26 | 2  |
| Olivier Pichard   | 25 | 7  |
| Hervé Florès      | 31 | 3  |

| Joueur           | D2 | D2 |
| Joueur           | M  | B  |
| ---------------- | -- | -- |
| Éric Pécout      | 29 | 5  |
| Yvan Lebourgeois | 31 | 8  |
| Fabrice Divert   | 8  | 0  |
| Philippe Prieur  | 34 | 17 |
| Bruno Ade        | 1  | 0  |

## Les rencontres de la saison

### Championnat de deuxième division
| Journée              | Date              | Domicile                 | Score         | Extérieur                | Classement  |
| -------------------- | ----------------- | ------------------------ | ------------- | ------------------------ | ----------- |
| 1re                  | 17 juillet 1987   | SM Caen                  | 5-0           | AS Beauvais              | 1er         |
| 2e                   | 25 juillet 1987   | SM Caen                  | 0-0           | AS Nancy-Lorraine        | 3e          |
| 3e                   | 1er août 1987     | Quimper Cornouaille FC   | 1-0           | SM Caen                  | 5e          |
| 4e                   | 8 août 1987       | SM Caen                  | 2-1           | SC Abbeville             | 4e          |
| 5e                   | 15 août 1987      | USL Dunkerque            | 3-3           | SM Caen                  | 4e          |
| 6e                   | 19 août 1987      | SM Caen                  | 2-0           | EA Guingamp              | 4e          |
| 7e                   | 22 août 1987      | FC Lorient               | 0-2           | SM Caen                  | 3e          |
| 8e                   | 29 août 1987      | SM Caen                  | 1-0           | La Roche Vendée Football | 3e          |
| 9e                   | 2 septembre 1987  | FC Rouen 1899            | 2-1           | SM Caen                  | 3e          |
| 10e                  | 12 septembre 1987 | SM Caen                  | 0-1           | RC Strasbourg            | 3e          |
| 11e                  | 26 septembre 1987 | Valenciennes FC          | 2-2           | SM Caen                  | 3e          |
| 12e                  | 3 octobre 1987    | SM Caen                  | 2-0           | US Melun                 | 3e          |
| 13e                  | 10 octobre 1987   | FC Mulhouse              | 0-1           | SM Caen                  | 3e          |
| 14e                  | 16 octobre 1987   | SM Caen                  | 3-1           | Stade de Reims           | 2e          |
| 15e                  | 24 octobre 1987   | CO Saint-Dizier          | 0-2           | SM Caen                  | 2e          |
| 16e                  | 31 octobre 1987   | SM Caen                  | 3-2           | Stade rennais FC         | 2e          |
| 17e                  | 7 novembre 1987   | Angers SCO               | 2-2           | SM Caen                  | 2e          |
| 18e                  | 14 novembre 1987  | AS Nancy-Lorraine        | 1-1           | SM Caen                  | 2e          |
| 19e                  | 21 novembre 1987  | SM Caen                  | 0-0           | Quimper Cornouaille FC   | 2e          |
| 20e                  | 28 novembre 1987  | SC Abbeville             | 0-1           | SM Caen                  | 2e          |
| 21e                  | 5 décembre 1987   | SM Caen                  | 1-1           | USL Dunkerque            | 2e          |
| 22e                  | 12 décembre 1987  | EA Guingamp              | 0-0           | SM Caen                  | 2e          |
| 23e                  | 20 février 1988   | SM Caen                  | 2-0           | FC Lorient               | 2e          |
| 24e                  | 27 février 1988   | La Roche Vendée Football | 0-1           | SM Caen                  | 2e          |
| 25e                  | 5 mars 1988       | SM Caen                  | 1-0           | FC Rouen 1899            | 2e          |
| 26e                  | 19 mars 1988      | RC Strasbourg            | 1-0           | SM Caen                  | 2e          |
| 27e                  | 26 mars 1988      | SM Caen                  | 3-1           | Valenciennes FC          | 2e          |
| 28e                  | 1er avril 1988    | US Melun                 | 1-0           | SM Caen                  | 2e          |
| 29e                  | 9 avril 1988      | SM Caen                  | 2-0           | FC Mulhouse              | 2e          |
| 30e                  | 16 avril 1988     | Stade de Reims           | 1-1           | SM Caen                  | 2e          |
| 31e                  | 30 avril 1988     | SM Caen                  | 3-0           | CO Saint-Dizier          | 2e          |
| 32e                  | 7 mai 1988        | Stade rennais FC         | 1-2           | SM Caen                  | 2e          |
| 33e                  | 14 mai 1988       | SM Caen                  | 4-0           | Angers SCO               | 2e          |
| 34e                  | 21 mai 1988       | AS Beauvais              | 0-1           | SM Caen                  | 2e          |
| Pré-barrage          | 28 mai 1988       | SM Caen                  | 1-1 (tab 3-2) | Olympique d'Alès         | Qualifié    |
| Barrage aller        | 1er juin 1988     | Olympique lyonnais       | 2-1           | SM Caen                  |             |
| Barrage retour       | 4 juin 1988       | SM Caen                  | 2-0           | Olympique lyonnais       | Qualifié    |
| Barrage D1-D2 aller  | 7 juin 1988       | Chamois niortais         | 1-1           | SM Caen                  |             |
| Barrage D1-D2 retour | 10 juin 1988      | SM Caen                  | 3-0           | Chamois niortais         | Promu en D1 |